# Halle-hôtel de ville de Fleurance
La halle-hôtel de ville est un édifice de la commune de Fleurance (Gers), édifié de 1834 à 1837 pour remplacer l’ancien, détruit par un incendie en 1833.

## Historique
Fleurance est une bastide, avec les caractéristiques propres à ce genre d’agglomération : plan régulier des rues, place centrale bordée d’arcades, réservée à une halle et à un bâtiment communal où se tenaient les réunions et délibérations.

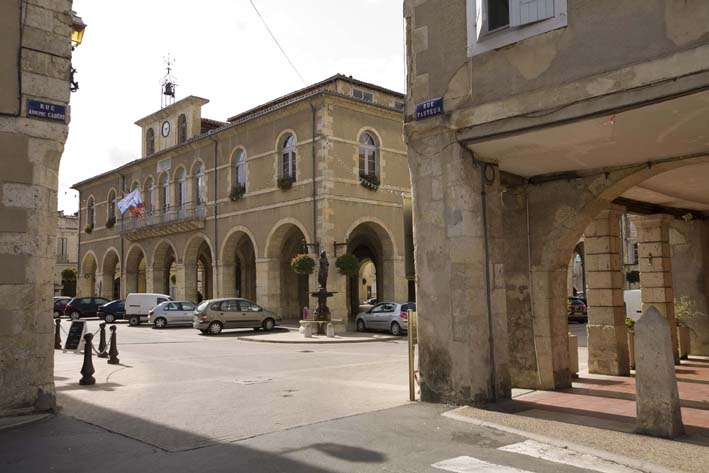
L'édifice est de taille importante.

En août 1833, un incendie détruit la halle, qui nécessitait déjà de fréquentes réparations et dont la reconstruction avait été envisagée dès 1829. Le bâtiment d’origine, construction basse avec galetas, était accosté d’une halle simple, une charpente soutenue par 28 piliers en bois, qui abritait les traditionnels instruments de mesure pour les marchés. La municipalité s’adresse alors à un architecte d’Auch, Ardenne. Le cahier des charges implique une halle d’une surface importante, et de bâtiments municipaux incluant la justice de paix.
Pour ce programme exigeant, on avait le choix entre un bâtiment administratif accolé à la halle, comme à Saint-Clar, ou un bâtiment central entouré par la halle comme à Cologne, mais le choix de l’architecte se porte sur une utilisation optimale de l’espace, une halle en rez-de-chaussée et les bâtiments à l’étage, répartis sur une double colonnade périphérique de piliers carrés, l’espace central libre jusqu’à la charpente étant éclairé par des fenêtres hautes. L’escalier menant à l’étage occupe peu de place sur l’un des côtés. La réalisation se fait entre 1834 et 1837. Un peu plus tard, on ajoute aux angles les statues-fontaines des Quatre Saisons.
La halle-hôtel de ville a été inscrite aux Monuments historiques le 14 mai 1987.

## Architecture

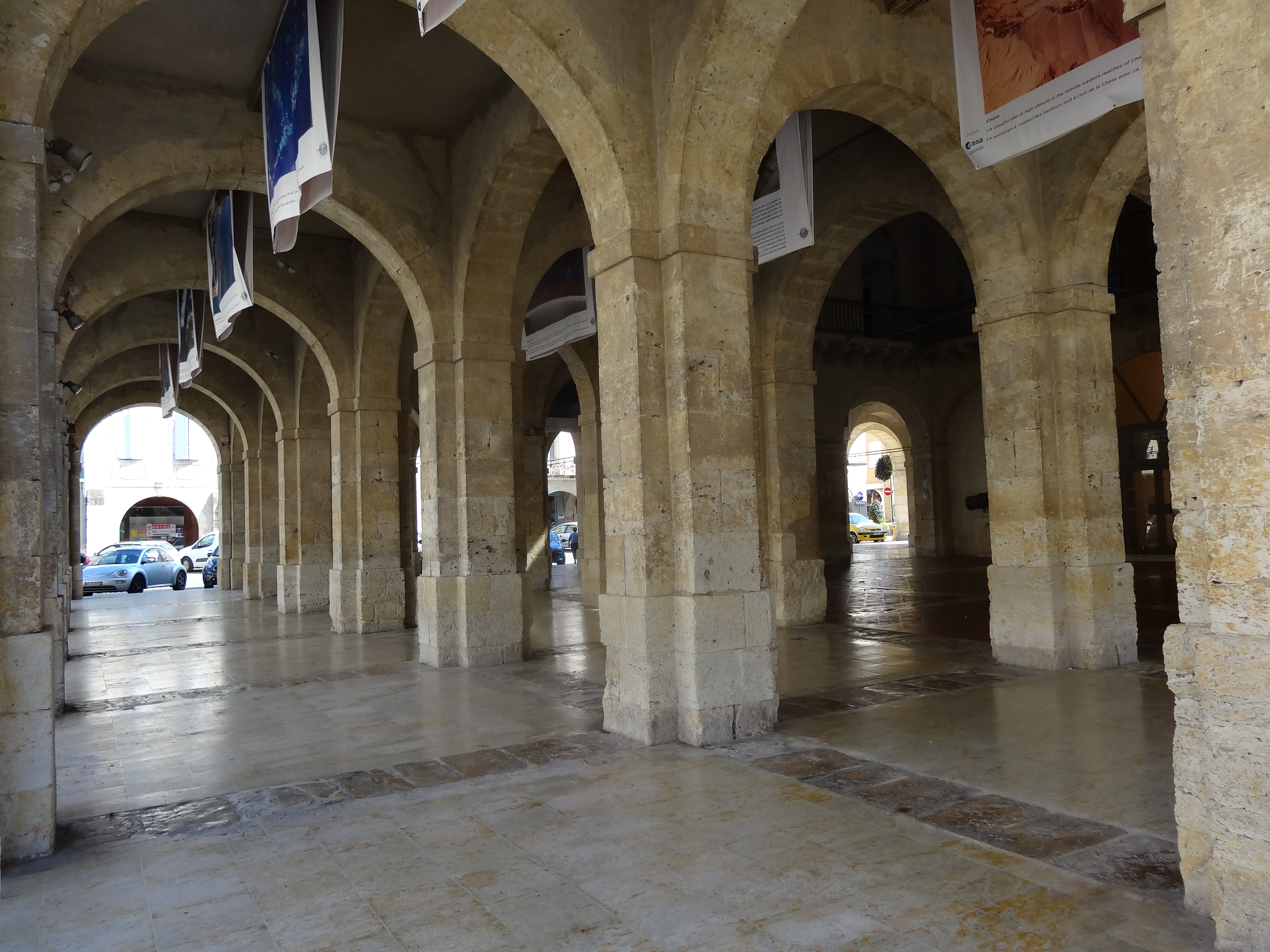
Les piliers et les arcades.

La halle-hôtel de ville, de plan carré, présente sur chaque face sept arcades en plein cintre avec au-dessus de chacune, à l’étage, une fenêtre également à plein cintre. À chaque pilier correspond un pilier à l’intérieur, relié par des arcs-diaphragmes, le tout supportant les salles de l’hôtel de ville à l’étage. Ces salles sont desservies par une coursive, reposant sur des consoles, qui fait le tour sur les quatre côtés. L’ensemble est couvert par un toit à quatre pentes surmonté d’un lanterneau pour éclairer l’espace central. À l’extérieur, sur la façade est, règne un balcon au-dessus des trois arcades centrales, et un fronton rectangulaire à deux baies encadrant une horloge, et un campanile surmonte le tout.
Aux quatre angles, des fontaines ornées de statues en fonte bronzée représentent les quatre saisons, sous la forme de personnages féminins : au nord-est, le Printemps ; au sud-est, l’Été ; au sud-ouest, l’Automne ; au nord-ouest, l’Hiver. Elles sont l’œuvre du sculpteur Albert-Ernest Carrier-Belleuse et du fondeur Antoine Durenne. Elles ont été réalisées grâce à un legs de Jean Adolphe Cadéot, maire de Fleurance de 1848 à 1850.

## Galerie

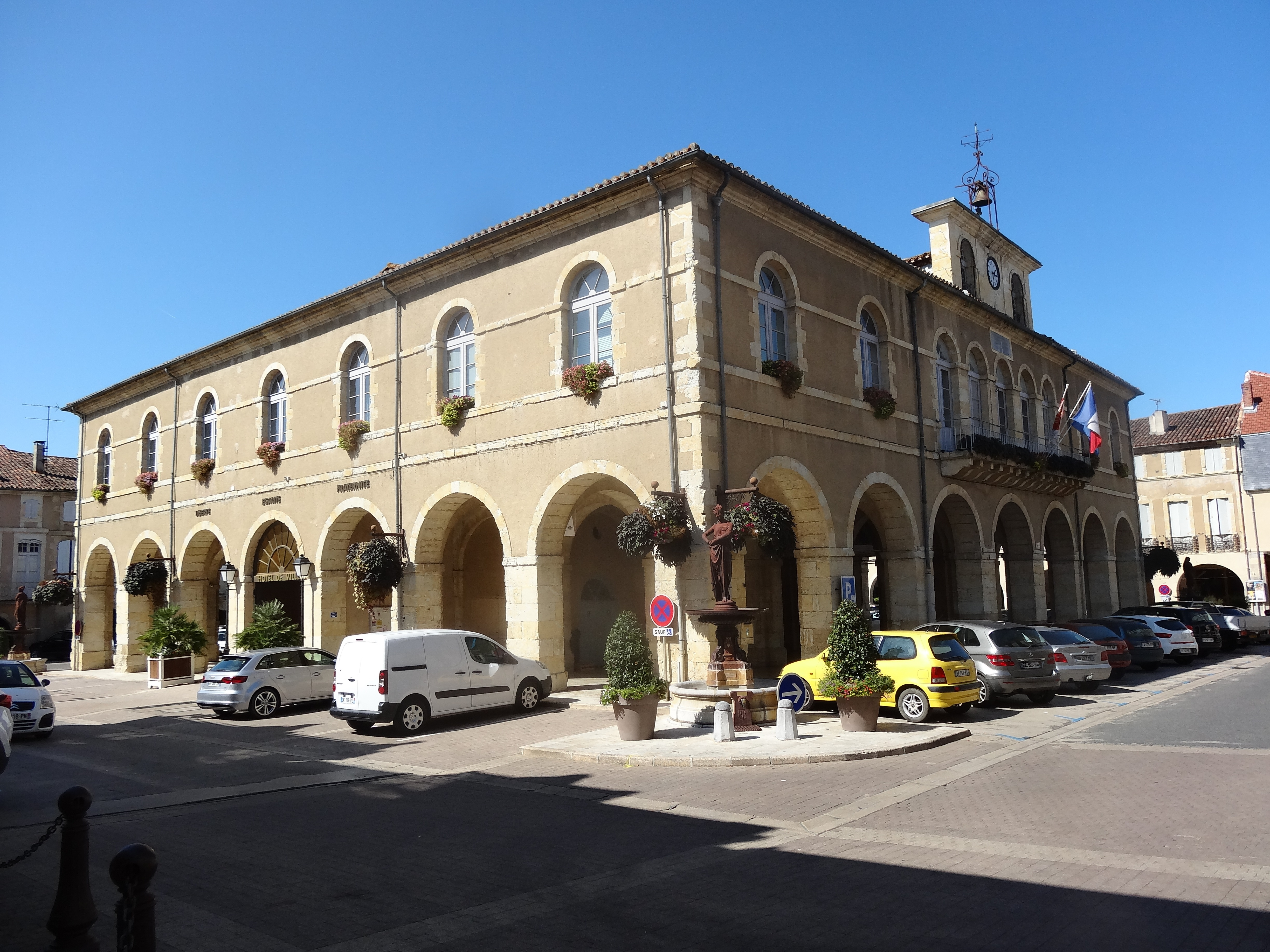
La halle-hôtel de ville en 2018...
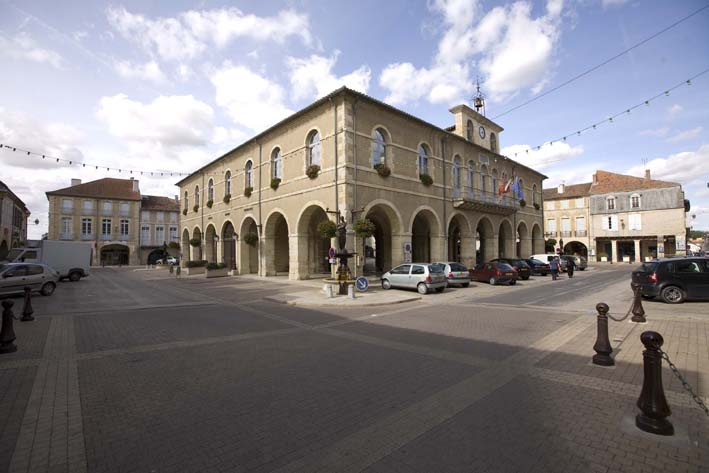
... et ici dix ans auparavant.
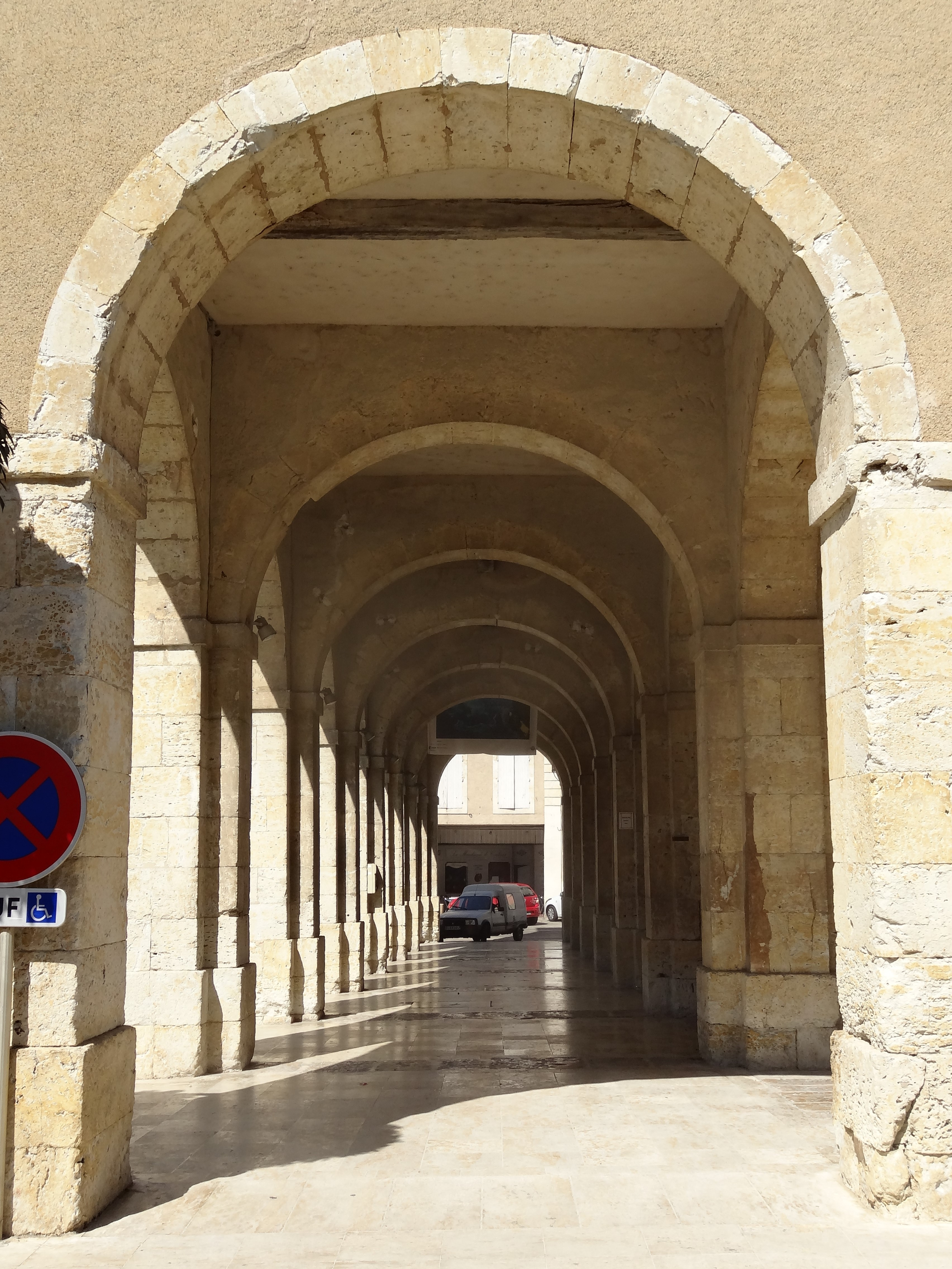
Arcades du bâtiment.
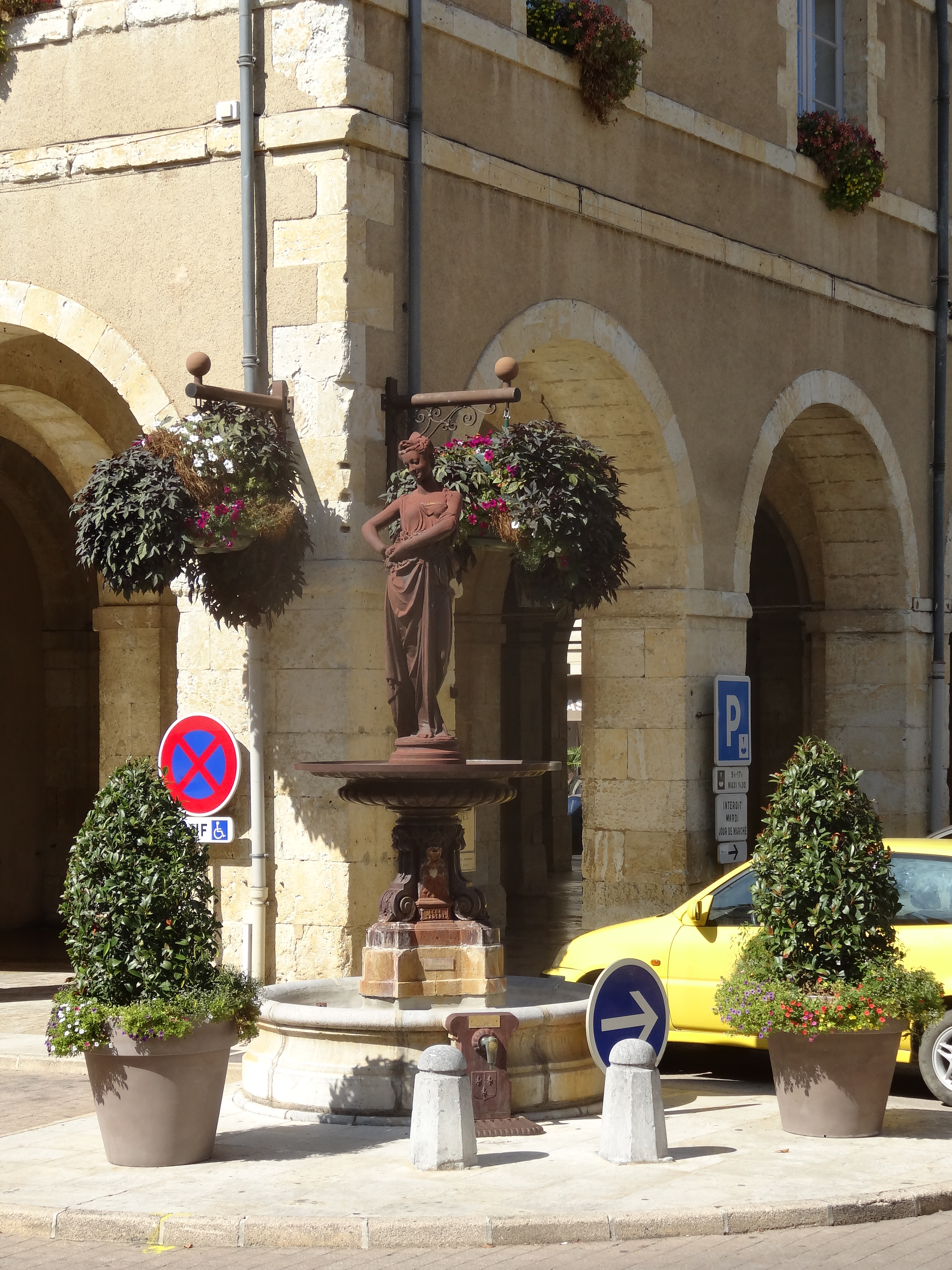
Statue-fontaine.
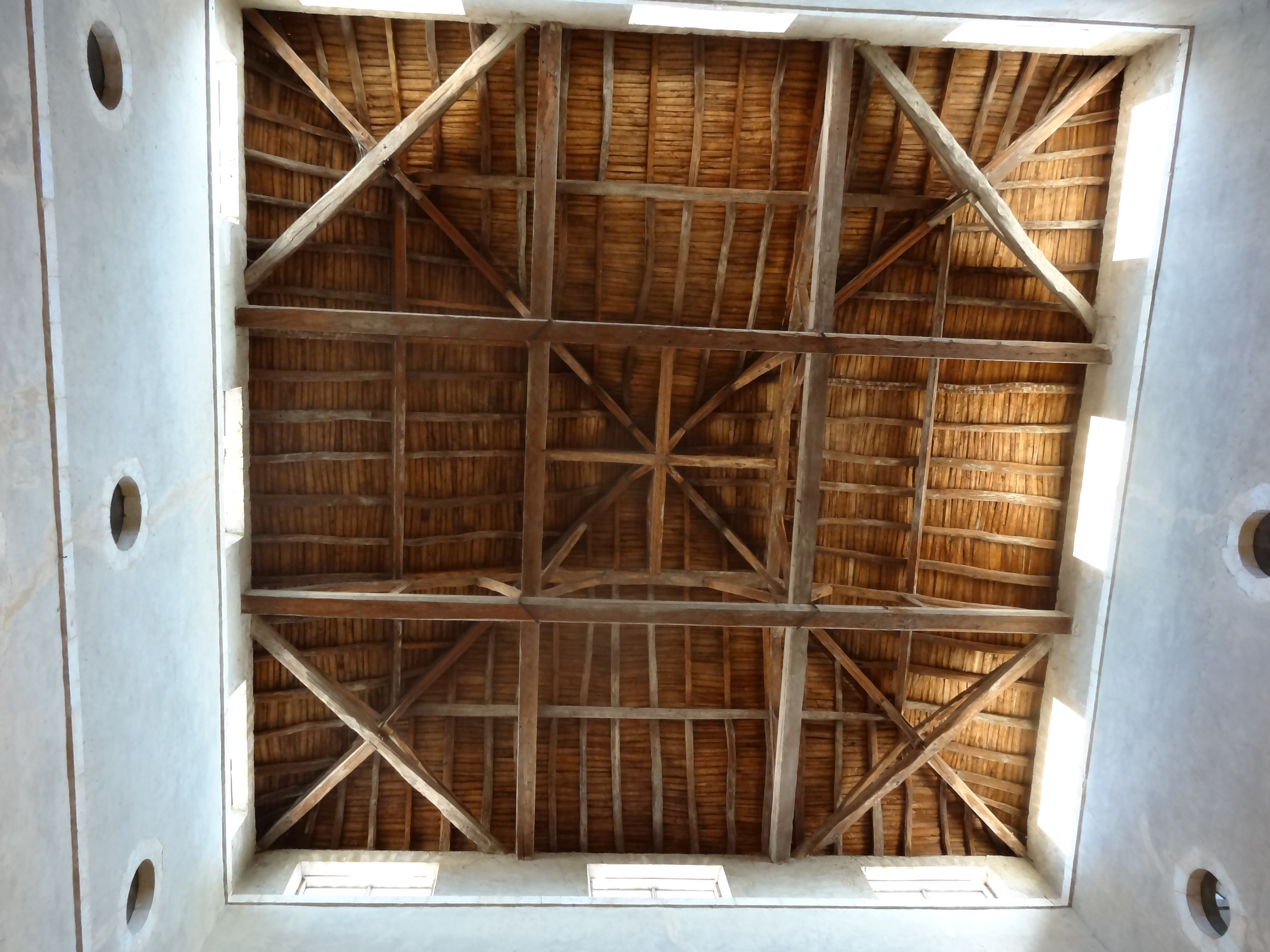
Aperçu de la charpente.